# 2242 Balaton
2242 Balaton è un asteroide della fascia principale. Scoperto nel 1936, presenta un'orbita caratterizzata da un semiasse maggiore pari a 2,2081200 au e da un'eccentricità di 0,1182893, inclinata di 2,53583° rispetto all'eclittica.
L'asteroide è dedicato all'omonimo lago ungherese
Nel 2016 ne è stata ipotizzata la probabile natura binaria, senza tuttavia assegnare un nome pur provvisorio al satellite. Le due componenti del sistema, distanti tra loro 9 km, avrebbero dimensioni di circa 5,45 e 1,49 km. Il satellite orbiterebbe attorno al corpo principale in 12,96 ore.